# American Eskimo
American Eskimo este o rasă de câini, originară din Germania și asemănătoare cu un Samoyed în miniatură. Există trei varietăți ale acestei rase: jucărie, miniatură și standard. Originile acestei rase de câine sunt necunoscute.

## Istorie
Nu se cunoaște cu exactitate când și cum a apărut rasa American Eskimo. În orice caz, American Eskimo face parte din familiile de câini nordici și este, probabil, legat de rasele White Spitz, Samoyed și White Keeshond.
Există trei tipuri de American Eskimo: jucărie, miniatură și standard.

## Personalitate

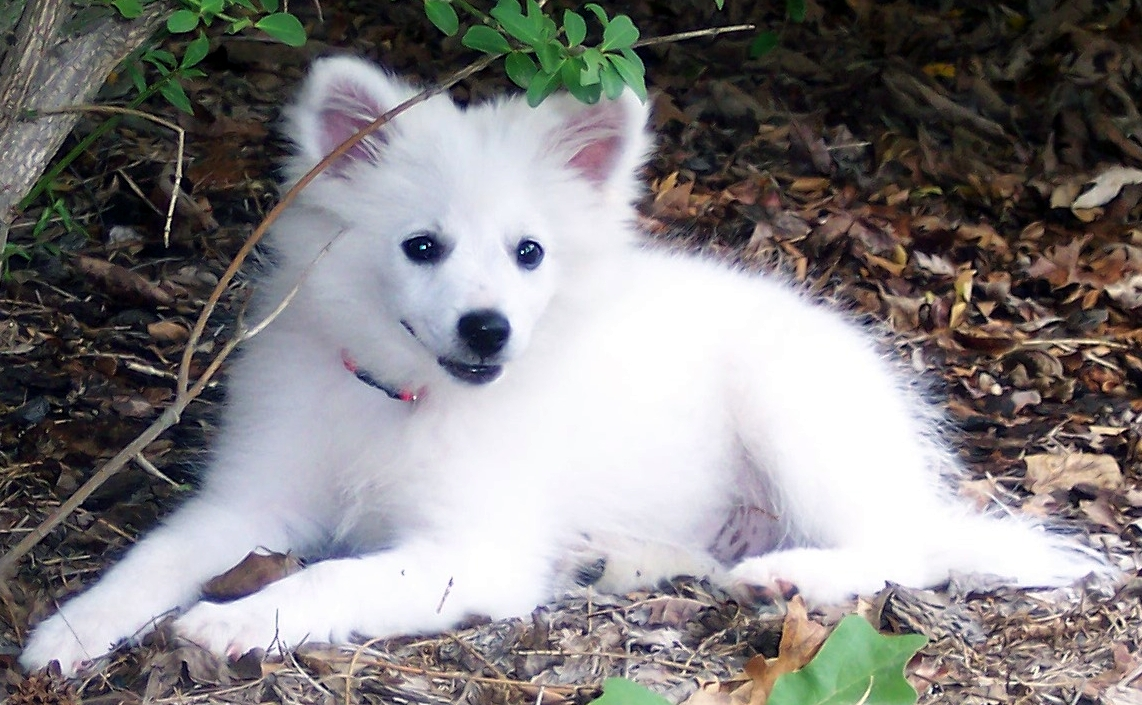
Un pui de American Eskimo de 11 săptămâni.

American Eskimo este un câine încântător, afectuos și iubitor. Cutezător și jucăuș, se comportă excelent în compania copiilor. Foarte inteligenți, sunt tot timpul doritori să fie pe plac. Alerți și ușor de dresat, câinii din rasa American Eskimo sunt adesea în vârful topurilor de dresaj. Prin natura lor, sunt foarte precauți cu străinii, dar pe măsură ce îi cunosc mai bine, devin foarte buni prieteni. Câinii din această rasă simt nevoia să fie parte a familiei și pot fi o pacoste atunci când sunt izolați. Trebuie tratați cu gentilețe, dar în același timp ferm. Această rasă are nevoie de atenție și îi place să latre. Pentru a evita incidentele legate de agresiunea acestor câini, trebuie să fie socializați încă din copilărie.

## Întreținere

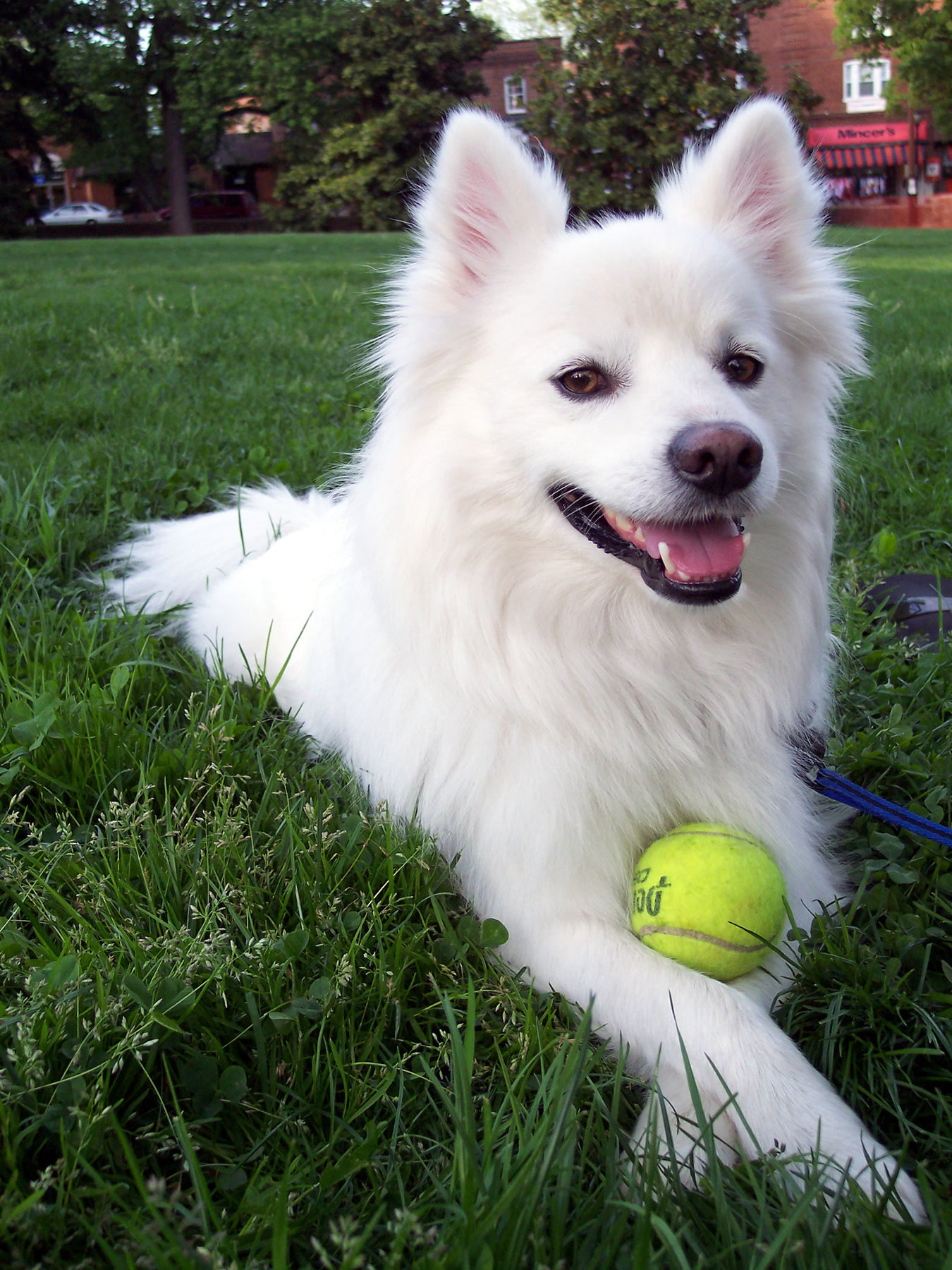
Un American Eskimo jucându-se cu o minge.

### Sănătate
American Eskimo este o rasă destul de sănătoasă, deși trebuie acordată o atenție mai mare ochilor și glandelor lacrimale. Blana sa fină și dublă trebuie menținută curată și fără purici, care pot cauza dermatite.

### Condiții de viață
Rasa American Eskimo poate trăi foarte bine într-un apartament, dacă beneficiază de suficient exercițiu fizic. Fiind un câine foarte activ, este suficientă și o curte mică pentru a fi fericit.

### Îngrijire
Blana sa albă este ușor de îngrijit. Aceasta trebuie periată cu o perie aspră, din păr natural, de două ori pe săptămână. În perioada de năpârlire, blana trebuie periată zilnic. Această rasă năpârlește mediu.

## Caracteristici
- Înălțime:

Tipul Jucărie: 23-30 cm.
Tipul Miniatură: 30-38 cm.
Tipul Standard: 38-48 cm.
- Greutate:

Tipul Jucărie: 2,4-4,5 kg.
Tipul Miniatură: 4,5-9 kg.
Tipul Standard: 8-16 kg.
- Durata de viață: circa 15 ani.